# ضرب (موسيقى)
الضرب الموسيقي هو عبارة عن تحديد مناطق الضعف والقوة في الأزمنة الموسيقية التي تحتوى عليها المساحة الزمنية تبعا لنوع الوزن الموسيقي التي تنتسب إليه.